# فرودگاه محلی سوت کریبو
فرودگاه محلی سوت کریبو (به انگلیسی: South Cariboo Regional Airport) یک فرودگاه همگانی با کد یاتا ZMH است که یک باند فرود آسفالت دارد و طول باند آن ۱۶۱۳ متر است. این فرودگاه در کشور کانادا قرار دارد و در ارتفاع ۹۵۴ متری از سطح دریا واقع شده است.